# Bicske
Bicske là một thành phố thuộc hạt Fejér, Hungary. Thành phố này có diện tích 77,08 km², dân số năm 2010 là 11579 người, mật độ 150 người/km².